# トレバー・デュバル
トレバー・デュバル（Trevor Devall、1972年11月10日 - ）は、カナダの男性声優。エドモントン出身。
代表作は『LEGO スター・ウォーズ/フリーメーカーの冒険』（パルパティーン皇帝）。